# 馬楨
馬楨（1853年9月21日—？年），字秉炎，號雲浦，行一，咸豐癸丑年八月初九日生，四川省重慶府巴縣人。清朝政治人物、進士出身。
光緒十四年戊子科四川鄉試第五十四名舉人，光緒二十四年（1898年）戊戌科會試第273名，殿試三甲六十六名，賜同進士出身。朝攷二等第七十二名，欽點即用知縣。同年五月，著交吏部掣签分发各省，以知縣即用，宣統元年任貴州餘慶縣知縣。歷官龍里縣知縣、遵義縣知縣、獨山縣知縣。